# Hội chứng đáp ứng viêm hệ thống
Rất nhiều tác nhân sinh học, vật lý, hóa học khác nhau có thể gây nên đáp ứng viêm của cơ thể. Đáp ứng viêm này có thể chỉ khu trú ở một bộ phận nào đó của cơ thể với biểu hiện lâm sàng kinh điển là: sưng, nóng, đỏ, đau. Đáp ứng viêm của cơ thể cũng có thể lan tỏa, ảnh hưởng đến nhiều cơ quan và hệ thống trong cơ thể. Hiện tượng này thường thấy nhất ở những bệnh nhân nặng do các bệnh lý nguyên nhân đa dạng gồm chấn thương, bỏng, viêm tụy cấp, nhiễm trùng. Các đáp ứng viêm lan tỏa này cùng với các biểu hiện của chúng như tăng bạch cầu hoặc giảm bạch cầu trầm trọng, tăng hoặc hạ thân nhiệt, tim nhanh, thở nhanh thường được gọi chung bằng một nhóm thuật ngữ hội chứng đáp ứng viêm hệ thống (systemic inflammatory response syndrome-SIRS). Tên gọi tắt SIRS có tính quốc tế và thường không cần phải chuyển ngữ. 

## Định nghĩa
Hội chứng đáp ứng viêm hệ thống được định nghĩa khi có hai hoặc nhiều tiêu chuẩn sau:
1. Nhiệt độ  > 38 °C hoặc <36 °C
2. Tần số tim > 90 lần /phút (*)
3. Tần số thở > 20 lần /phút (*) hoặc PaCO2 < 4.3 kPa
4. Bạch cầu > 12 x 10^9/l hoặc < 4 x 10^9/l hoặc > 10% bạch cầu non (dạng band).

(*). Đối với trẻ em, tần số tim và thở tăng trên + 2SD (độ lệch chuẩn) so với giá trị bình thường theo tuổi.
Định nghĩa này nhấn mạnh đến tầm quan trọng sinh lý bệnh của viêm cho dù nguyên nhân khởi phát ban đầu có thể là do nhiễm trùng hoặc không do nhiễm trùng.
Thuật ngữ nhiễm trùng huyết chỉ dành cho SIRS trong bối cảnh có nghi ngờ nhiễm trùng hoặc nhiễm trùng được chứng minh chắc chắn.

## Nguyên nhân của SIRS
Rất nhiều nguyên nhân có thể gây nên SIRS, các nguyên nhân này có thể xếp thành các nhóm sau đây:
- Chấn thương nặng
- Phẫu thuật
- Bỏng
- Tăng đường máu
- Viêm tụy cấp
- Ung thư
- Nguyên nhân quan trọng nhất là nhiễm trùng. Trong trường hợp này SIRS được gọi là nhiễm trùng huyết.

## Miễn dịch-sinh lý bệnh của SIRS
Những phát hiện rằng đáp ứng viêm xảy ra giống nhau cho dù nguyên nhân ban đầu khác nhau gợi ý có thể có một con đường sinh lý bệnh chung nhất cho tất cả các quá trình bệnh lý này. Các bằng chứng ngày càng nhiều đã ủng hộ cho giả thuyết nêu trên. Đó là sự sản xuất các cytokine gây viêm (proinflammatory cytokines), các phân tử bám dính (adhesion molecules), các chất trung gian vận mạch (vasoactive mediators) và các gốc tự do oxy hóa (reactive oxygen species-ROS) trong tiến trình đáp ứng miễn dịch-viêm, một quá trình chung nhất cho SIRS và nhiễm trùng huyết.
Trong nhiễm trùng huyết, sự hoạt hóa các tế bào hệ miễn dịch tiên thiên/hệ miện dịch tự nhiên mà chủ đạo là các thực bào đơn nhân xuất hiện khi cơ thể phản ứng với  lipopolysaccharide (LPS) hay còn được gọi là nội độc tố (endotoxin), một thành phần quan trọng trong vách của các vi khuẩn Gram âm. Trong tuần hoàn, LPS gắn với protein gắn lipopolysaccharide (lipopolysaccharide binding protein). Phức hợp này sau đó gắn với CD14, một thụ thể (receptor) bề mặt màng tế bào của các dại thực bào và các tế bào đơn nhân lưu hành trong máu và hoạt hóa các tế bào này. Các tác nhân khác có thể kích thích đáp ứng của cơ thể theo phương cách tương tự bao gồm các ngoại độc tố (exotoxin) của vi khuẩn Gram dương hay các sản phẩm của quá trình hoạt hóa bổ thể mà điển hình là bổ thể C5a.
Cytokine là những glycoprotein có trọng lượng phân tử thấp, hòa tan. Hoạt động của chúng là điều hòa các đáp ứng miễn dịch tiên thiên và miễn dịch đặc hiệu. Ngoài ra chúng cũng đóng vai trò là các chất trung gian điều hòa viêm. Mỗi một loại cytokine có thể được sản xuất bởi nhiều loại tế bào khác nhau và có thể tác động lên nhiều tế bào đích khác nhau theo nhiều con đường khác nhau tùy theo nồng độ cũng như thời điểm. Ở nồng độ thấp, các cytokine hoạt động như là một chất cận tiết (paracrine), trong khi ở nồng độ cao như trong nhiễm trùng huyết các cytokine có tác dụng nội tiết và phát huy tác động trên toàn bộ cơ thể.
Một số các cytokine đóng vai trò quan trọng trong miễn dịch sinh lá bệnh của SIRS và nhiễm trùng huyết là TNF α (tumour necrosis factor α), các interleukin (IL- IL-1, IL-8, IL-6, IL-10, IL-4, IL-13), interferon γ và yếu tố phát triển chuyển dạng β (transforming growth factor β). Có mối tương quan giữa nồng độ lưu hành của các cytokine như TNF α, IL-1 β, IL-6, IL-8 và IL-10 với tỉ lệ tử vong và bệnh tật ở những bệnh nhân nhiễm trùng huyết. Quá trình sản xuất các cytokine trong SIRS và nhiễm trùng huyết được xem như hiệu ứng chuỗi phản ứng nghĩa là có sự khuếch đại dần dần của quá trình này. Tuy nhiên, có thể hiểu một cách phù hợp và đúng đắn hơn thì quá trình này như là sự tương tác của một mạng lưới tinh tế và phức tạp.
TNF α và IL-1 β được sản xuất với một lượng lớn bởi các tế bào bạch cầu đơn nhân khi chúng phản ứng với nội độc tố. Hai cytokine kích thích làm tăng sản xuất lẫn nhau và kích thích sản xuất IL-6, IL-8 và IL-10. TNF α và IL-1 β gây sốt, hoạt hóa hệ thống đông máu và điều hòa phản ứng viêm thông qua sự sản xuất IL-8 và thông qua kích thích biểu hiển các phân tử bám dính. Il-6 đến lượt nó lại kích thích sản xuất các protein pha cấp từ gan (CRP, fibrinogen, orosomucoide...) và ức chế ngược chính quá trình sản xuất TNF α và IL-1 β. Nồng độ IL-6 tăng cao trong máu có liên quan đến tiên lượng xấu ở bệnh nhân nhiễm trùng huyết. Tuy nhiên điều này có thể phản ánh mức độ nặng của bệnh chứ không phải Il-6 là nguyên nhân gây nên bệnh nặng. Điều hòa biểu hiện của các gene mã hóa cho các cytokine này phụ thuộc vào các yếu tố sao mã, đặc biệt là NF-kB. Bệnh nhân nhiễm trùng huyết có mức NF-kB tăng cao thì thường có tiên lượng xấu hơn.
Cơ thể đáp ứng với các chất trung gian gây viêm này bằng các đáp ứng đối trọng, thường được biết dưới thuật ngữ đáp ứng kháng viêm bù trừ (compensatory counter-inflammatory response-CARS). Nói một cách cụ thể thì đây là sự sản xuất các cytokine kháng viêm nội sinh cũng như các chất đối vận của cytokine (cytokine antagonist). Một số các cytokine kháng viêm như IL-4, IL-10 và IL-13 ức chế sản xuất cytokine gây viêm bởi các tế bào bạch cầu. Chất đối vận của thụ thể IL-1 là một chất đối vận của cytokine có tính hòa tan có khả năng ức chế hoạt động của IL-1 thông qua sự gắn cạnh tranh vào thụ thể của IL-1. Thụ thể hòa tan của TNF là những thụ thể hiện diện trong tuần hoàn sau khi bị cắt khỏi tế bào chủ. Vai trò của chúng có thể như là một chất đối vận thông qua việc gắn với TNF và làm mất hoạt tính sinh học của phân tử này.
Tiêm IL-10 làm giảm sự sản xuất TNF α và giảm tỉ lệ tử vong trong khi sử dụng kháng Il-10 lại làm tăng tỉ lệ tử vong ở động vật thực nghiệm.

## SIRS và tổn thương tổ chức
Quá trình bệnh sinh của tổn thương tổ chức rất phức tạp và không thể quy cho một tác nhân đơn độc nào. Tổn thương tổ chức xảy ra trong viêm và đây là một quá trình tiến triển có thể dẫn đến rối loạn chức năng đa cơ quan và tử vong. Bạch cầu trung tính lưu hành trong máu tương tác với các tế bào nội mô theo ba giai đoạn: lăn tròn (rolling), bám dính (adhesion) và di chuyến vào tổ chức (migration). Hiện tượng rolling của bạch cầu được điều hòa bởi biểu hiện phụ thuộc cytokine viêm của selectin trên bề mặt bạch cầu và tế bào nội mô. Hiện tượng bám dính xảy ra thông qua quá trình gắn giữa phân tử β2-integrin với phân tử bám dính nội bào tế bào nội mô (endothelial intracellular adhesion molecule-1, thuật ngữ quốc tế thông dụng: ICAM-1). Biểu hiện các phân tử bám dính này tăng cao nhất ở những bệnh nhân mắc bệnh rất trầm trọng và tăng cao nhất ở những bệnh nhân bị hội chứng rối loạn chức năng đa cơ quan. Nhưng tế bào đã bám dính vào nội mô sau đó có khả năng di chuyển vào bên trong tổ chức.
Các bạch cầu đa nhân trung tính (chính xác hơn là bạch cầu nhân đa dạng-polymorphonuclear leucocytes) là một trong những tác nhân điều hòa tế bào quan trọng nhất của tổn thương tổ chức. Chúng tập trung tại tổ chức dưới tác dụng của nội độc tố và các cytokine gây viêm diều hòa bởi IL-8. IL-8 là một chemokine được xem như là một chất hóa ứng động (chemoattractant) và hoạt hóa mạnh mẽ của các bạch cầu đa nhân trung tính.  Tổn thương tổ chức xảy ra do sự phóng hạt của các tế bào này làm giải phóng các enzyme thủy phân protein (protease) bao gồm elastase và metalloproteinase chất nền, một enzyme có tác dụng phá hủy các protein cấu trúc của tổ chức. Hiện tượng phóng hạt này cũng giải phóng các gốc tự do oxy hóa (reactive oxygen species-ROS). Các bạch cầu trung tính hoạt hóa có khả năng sản xuất một lượng lớn ROS từ  NADPH oxidase gắn với màng tế bào (membrane bound NADPH oxidase). Một cách cụ thể, men này có khả năng xúc tác sự sản xuất các gốc tự do oxy hóa là superoxit và gốc hydroxyl. Những chất này đóng vai trò quan trọng trong tổn thương tổ chức nhưng chúng cũng tham gia vào quá trình tiêu diệt vi sinh vật thông qua hệ thống độc tế bào của bạch cầu đa nhân trung tính.

## SIRS và rối  loạn chức năng cơ quan

### Hệ hô hấp
Rối loạn chức năng hô hấp rất thường gặp ở bệnh nhân nhiễm trùng huyết và SIRS. Biểu hiện lâm sàng bằng các triệu chứng thở nhanh, hạ oxy máu và nhiễm kiềm hô hấp. Trong trường hợp nặng nó có thể dẫn đến tổn thương phổi cấp (acute lung injury: ALI) và hội chứng nguy ngập hô hấp cấp (acute respiratory distress syndrome: ARDS). ARDS có thể gặp ở 60% số bệnh nhân nhiễm trùng huyết. Tổn thương bệnh học đầu tiên là rối loạn chức năng tế bào nội mô mao mạch phổi gây nên phù nề tổ chức kẽ và phế nang do dịch xuất tiết giàu protein và các tế bào miễn dịch có chức năng thực bào. Tăng tính thấm nội mô do đáp ứng với các cytokine gây viêm có thể dần dần làm bong tróc bề mặt phế nang (alveolar denudation) và hủy hoại lớp màng cơ bản (màng nền). Các bạch cầu đa nhân trung tính tập trung tại phổi dưới tác dụng của IL-8 và nồng độ của cytokine này trong dịch rửa phế quản ở bệnh nhân ARDS có tương quan với tỉ lệ tử vong.

### Hệ tim mạch
Cả tim và mạch máu đều nhạy cảm với tác dụng của các chất gây viêm cũng như các yếu tố vận mạch hiện diện với lượng thừa thãi trong nhiễm trùng huyết. Nitric oxide (NO) được tổng hợp bởi men tổng hợp NO cảm ứng (inducible nitric oxide synthase-iNOS) tại nội mô và cơ trơn mạch máu dưới tác dụng của các cytokine gây viêm. Nitric oxit là một chất trung gian vận mạch chịu trách nhiệm chính cho hiện tượng giảm kháng lực mạch máu, nguyên nhân của tình trạng hạ huyết áp trong sốc nhiễm trùng huyết. Tình trạng hạ huyết áp này có thể đề kháng với các liệu pháp điều trị như bồi phụ dịch, tác nhân tăng co bóp tim, thuốc có mạch thường dùng trong các phác đồ chuẩn. Nitric oxide được tổng hợp từ L-arginine bởi sự xúc tác của tất cả các đồng enzyme NOS. Tiêm L-N monomethyl arginine, một chất tương tự L-arginine, có thể phong bế quá trình sản xuất NO và có thể phục hồi trương lực mạch máu trong sốc nhiễm trùng huyết. Tuy nhiên trong một nghiên cứu gần đây, liệu pháp này lại làm tăng tỉ lệ tử vong ở bệnh nhân sốc nhiễm trùng huyết.
Cơ thể phản ứng bù trừ với tình trạng hạ huyết áp bằng cách tăng cung lượng tim (cardiac output). Các thụ thể áp lực (baroreceptor) có thể gây nên tăng nhịp tim và tăng thể tích nhát bóp (stroke volume) đáng kể thông qua giảm hậu tải. Tuy nhiên tình trạng hạ huyết áp quá mức có thể làm giảm tiền tải và như vậy làm giảm cung lượng tim. Trong vòng 24 giờ sau khi khởi phát nhiễm trùng huyết, có tim còn chịu một quá trình ức chế nội tại độc lập với những thay đổi về tiền tải và hậu tải. Nội độc tố cũng như các cytokine gây viêm đều có khả năng gây ức chế cơ tim. Những tác dụng ức chế này có thể được điều hòa thông qua NO. Nồng độ NO cơ bản (constitutive NO) trong tim chịu trách nhiệm chính trong quá trình leucitropy, là khả năng giãn nở của cơ tim. Như vậy NO cơ bản này có khả năng tối ưu hóa đổ đầy buồng tim vào cuối kỳ tâm trương và tối ưu hóa tưới máu mạch vành. Men tổng hợp NO cảm ứng (iNOS) biểu hiện trong cơ tim dưới tác dụng của cytokine và làm tăng tổng hợp NO quá mức. Nitric oxide quá mức này làm giảm khả năng co bóp và giảm tính đáp ứng của cơ tim với các tác nhân β- adrenergic.

### Hệ thần kinh trung ương
Lưu lượng máu não trong SIRS và nhiễm trùng huyết sẽ giảm đi rất đáng kể, và nó không phụ thuộc vào huyết áp trung bình, trong trường hợp có biểu hiện của rối loạn chức năng thần kinh (như thay đổi tri giác). Mặc khác khả năng thu nhận oxy cũng bị hạn chế và không phụ thuộc vào lượng oxy trong máu đến.  Bệnh nhân SIRS và nhiễm trùng huyết nặng thường trở nên nhầm lẫn, mê sảng và có thể sờ sững và hôn mê do các tác động: tổn thương do giảm tưới máu, bệnh não do nhiễm trùng huyết, bệnh não do chuyển hóa và dĩ nhiên còn do thuốc an thần.

### Chuyển hóa
Những biến đổi trong quá trình điều hòa huyết động học gây nên sự phân bố tưới máu bất hợp lý cũng như hiện tượng tạo nối tắt động tĩnh mạch (arteriovenous shunting) đưa đến thiếu oxy tổ chức và nhiễm toan lactic. Rất nhiều phương thức điều trị hiện tại nhắm đến việc tối ưu hóa khả năng cung cấp oxy cho tổ chức bằng cách cải thiện tưới máu và tránh tình trạng hạ oxy máu. Thiếu oxy tế bào càng trở nên nặng nề hơn do tế bào mất khả năng thu nhận oxy vốn đã ít ỏi từ máu. Các bằng chứng gợi ý rằng đây là rối loạn ở mức ty lạp thể do tác động của NO. NO có khả năng phong bế chuỗi phản ứng vận chuyển electron của ty lạp thể tại thụ thể tận của men cytochrome oxidase. Rối loạn này làm thiếu oxy tế bào và gia tăng sản xuất ROS có nguồn gốc từ ty lạp thể.

### Thận
Biến chứng suy thận cấp xảy ra ở khoảng 50% trường hợp sốc nhiễm trùng huyết  và làm tăng đáng kể tỉ lệ tử vong. Biến chứng này xảy ra như một phần của hội chứng rối loạn chức năng đa cơ quan. Một số cơ chế đã được đưa ra nhằm giải thích quá trình bệnh sinh của suy thận cấp xảy ra trong nhiễm trùng huyết. Trong điều kiện bình thường, thận duy trì lưu lượng máu đến thận cũng như mức lọc cầu thận thông qua cơ chế tự điều hòa (autoregulation) phụ thuộc vào trương lực của các tiểu động mạch đến (hướng tâm) và tiểu động mạch đi (ly tâm). Trong nhiễm trùng huyết  và SIRS, cơ chế tự điều hòa này bị rối loạn.
Tình trạng giãn mạch hệ thống gây ra bởi cytokine và giảm thể tích tương đối trong SIRS và nhiễm trùng huyết  cũng góp phần gây nên giảm tưới máu thận. Hệ mạch máu của thận có chức năng tham gia vào điều hòa tình trạng giãn mạch hệ thống và trong nhiễm trùng huyết hệ mạch máu này biến thiên rất rõ. Như vậy rất khó đánh giá lưu lượng máu thận thông qua các chỉ số huyết áp hệ thống. Dưới tác động của các cytokine và hệ renin-angiotensin-aldosterone, thận cũng sản xuất các chất co mạch nội tại. Đặc biệt các chất chuyển hóa của acid arachidonic như thromboxane và leukotriene đều làm giảm lưu lượng máu thận và những chất đối vận của chúng có hiệu quả bảo vệ thận. Tương tự như đối với các tổ chức khác, thận cũng nhạy cảm với tổn thương tổ chức qua trung gian bạch cầu như hiện tượng ngưng tập bạch cầu đa nhân trung tính dưới tác dụng của các chemokine và quá trình sản xuất các protease cũng như ROS.

### Đông cầm máu
Nhiễm trùng huyết và SIRS thường đi kèm với rối loạn đông máu thứ phát do sự hoạt hóa các con đường đông máu bởi cytokine. Hậu quả đông máu nội mạch lan tỏa gây nên cả chảy máu lẫn huyết khối vi mạch. Đây được coi là một trong những cơ chế chính gây nên hội chứng rối loạn chức năng đa cơ quan. Hoạt hóa đông máu do cytokine trong SIRS xảy ra thông qua con đường đông máu ngoại sinh phụ thuộc yếu tố tổ chức. Yếu tố tổ chức là yếu tố hoạt hóa và cũng là đồng yếu tố của yếu tố VIIa có vai trò quan trọng trong quá trình hoạt hóa các yếu tố IX và X của con đường đông máu ngoại sinh.
Các monocyte và tế bào nội mô biểu hiện yếu tố tổ chức khi đáp ứng với nội độc tố, các phần của bổ thể, IL-6 và IL-8. trong nhiễm trùng huyết và SIRS, hiện tượng ức chế các chất chống đông tự nhiên càng làm nặng thêm khuynh hướng dễ đông máu.
Antithrombin III là một yếu tố ức chế các protease huyết thanh chịu trách nhiệm sự hình thành các yếu tố đông máu như IXa, Xa, XIa, XIIa và thrombin. Trong nhiễm trùng huyết và sốc, nồng độ Antithrombin III lưu hành trong máu giảm đi rõ rệt và sự giảm nồng độ này tương quan với tỉ lệ tử vong.
Thrombomodulin là một chất có nguồn gôc từ tế bào nội mô có vai trò như là một yếu tố ức chế đông máu và hoạt hóa hiện tượng tiêu sợi huyết. Yếu tố này đóng vai trò như là một protein gắn thrombin (thrombin binding protein) do đó làm giảm hoạt tính của thrombin. Phức hợp thrombin-thrombomodulin có thêm chức năng chống đông nữa vì chúng hoạt động như là yếu tố hoạt hóa của protein C cùng với đồng yếu tố là protein S, bất hoạt các yếu tố V và VIII. Trong nhiễm trùng huyết,  sự sản xuất thrombomodulin của tế bào nội mô bị điều hòa ức chế (downregulation) do tác dụng của các cytokine gây viêm. Ngoài ra, nồng độ protein S lưu hành cũng giảm xuống trong SIRS và nhiễm trùng huyết.

## Chẩn đoán và điều trị
SIRS là một hội chứng gây nên bởi nhiều bệnh lý khác nhau. Chẩn đoán và điều trị tùy theo nguyên nhân có những đặc trưng riêng.
Xem thêm ở các bài nhiễm trùng huyết, hội chứng rối loạn chức năng đa cơ quan, hội chứng nguy ngập hô hấp cấp và viêm tụy cấp.